# ديفيد شو (لاعب كرة قدم)
ديفيد شو (بالإنجليزية: David Shaw)‏ (11 أكتوبر 1948 بهدرسفيلد في المملكة المتحدة - ) هو لاعب كرة قدم بريطاني في مركز الهجوم. لعب مع أولدهام أثلتيك وهدرسفيلد تاون ووست بروميتش ألبيون.

## وصلات خارجية
- ديفيد شو على موقع قاعدة بيانات كرة القدم.إي يو (الإنجليزية)